# サム・ジェーガー
サム・ジェーガー（Sam Jaeger, 1977年1月29日 - ）は、アメリカ合衆国の俳優である。

## 出演作品

### テレビ
- Law & Order True Crime (2017) (レス・ゼラー刑事)
- When We Rise (2017)
- Parenthood (2010-2015) (ジョエル・グレアム)
- 私はラブ・リーガル (2009)
- 弁護士イーライのふしぎな日常 (2008-2009) (マット・ダウド)
- マダム・プレジデント 星条旗をまとった女神 (2006)
- NYPD BLUE 〜ニューヨーク市警15分署 (2004)
- Scrubs〜恋のお騒がせ病棟 (2003)
- ER 緊急救命室 (2001)
- LAW & ORDER (1999)
- ハンドメイズ・テイル/侍女の物語 (2018-)

### 映画
- タミー・フェイの瞳 The Eyes of Tammy Faye (2021、ロー・メスナー)
- 恋は突然に。（デニス）
- ラッキーナンバー7
- インタビュー・ウィズ・シリアルキラー（デイヴ・レイチャート）
- ジャスティス（R・G・シスク大尉）
- S.W.A.T. アンダーシージ S.W.A.T.: Under Siege (2017、トラビス・ホール)